# Emilio Willems
Emilo Willems (Colônia, 18 de agosto de 1905 — Nashville, 19 de novembro de 1997) foi um sociólogo e antropólogo alemão radicado no Brasil e, sucessivamente, nos Estados Unidos.
Na década de 1940, Willems teve grande contribuição para a institucionalização da Sociologia e da Antropologia no Brasil. Em 1941, a convite de Fernando de Azevedo, Willems foi o primeiro docente da disciplina de Antropologia na USP, que passara a ser obrigatória para os cursos de Ciências Sociais. Desempenhou um papel de uma grande importância na formação das primeiras gerações
de antropólogos e sociólogos brasileiros.

## Biografia
Willems nasceu num subúrbio da cidade de Colônia, no seio de uma família católica, em 1905. Frequentou o tradicional e elitista Gynnasium Tricoronato de Colônia, onde estudou latim, grego e letras clássicas. Em 1924 iniciou os estudos de ciências econômicas na Universidade de Colônia, continuando-os logo na Universidade de Berlim, onde entrou em contato com a escola sociológica alemã que, à época, contava com a influência das ideias de Ernst Troeltsch, Max Weber, Werner Sombart, Wilhelm Dilthey e Georg Simmel, entre outros. Mas Willems também recebeu aulas de etnologia de Alfred Vierkandt e Richard Thurnwald.
Em 1931, num período difícil para a economia e a política na Alemanha, na véspera da ascensão dos nazistas ao poder, Willems emigrou para o Brasil, fixando-se em Brusque, no estado de Santa Catarina, onde lecionou num seminário católico. Em 1936 transferiu-se para São Paulo, onde começou a lecionar sociologia na Escola de Sociologia e Política de São Paulo, sendo colega de, entre outros, Donald Pierson e Herbert Baldus. A partir de 1941 tornou-se professor catedrático de antropologia na Faculdade de Filosofia, Ciências e Letras da Universidade de São Paulo. Na Faculdade de Filosofia também ministrou aulas de sociologia, disciplina em que obtivera seu título de livre-docência em 1937.
Na USP, onde teve como seus assistentes Egon Schaden e Gioconda Mussolini, contribuiu na formação de muitos cientistas sociais brasileiros. Realizou várias e relevantes pesquisas de campo, mas as duas principais são a conduzida em Cunha (SP), que resultou na monografia Uma vila brasileira — tradição e mudança (São Paulo: Difusão Européia do Livro, 1961) e na Ilha de Búzios, no arquipélago de Ilhabela, no litoral norte de São Paulo. Esta pesquisa resultou no livro Buzios Island: a Caiçara Community in Southern Brazil, publicada em Washington DC em 1952, em colaboração com Gioconda Mussolini. No Brasil, Willems também publicou Aculturação dos alemães no Brasil (São Paulo, Editora Nacional, 1946) e, em parceria com Herbert Baldus, o Dicionário de etnologia, e sociologia (São Paulo, Editora Nacional, 1939), além de um Dicionário de sociologia (Porto Alegre, Editora Globo, 1950).
Em 1949 mudou-se para os Estados Unidos, indo lecionar na Universidade Vanderbilt, em Nashville, no Tennessee. Ali, onde foi membro da American Anthropological Association, Willems publicou vários outros livros, entre os quais Followers of the New Faith: Culture Change and the Rise of Protestantism in Brazil and Chile (1967), Latin American Culture: An Anthropological Synthesis (1975), e A Way of Life and Death: Three Centuries of Prussian-German Militarism (1986).
A importância de Willems para a antropologia brasileira é muito grande, tendo em vista o fato de ele ter sido o primeiro docente da matéria, na Universidade de São Paulo, onde formou muitas dezenas de antropólogos. Em particular, também merecem destaque as suas contribuições teóricas e empíricas no tema da aculturação, além da sua destacada participação no movimento dito dos "estudos de comunidade".

## Morte
Willems morreu em 19 de novembro de 1997, em Nashville, aos 92 anos.

## Publicações selecionadas
- Willems, E. (1 de maio de 1953). «The Structure of the Brazilian Family». Social Forces. 31 (4): 339–345. ISSN 1534-7605 0037-7732, 1534-7605 Verifique |issn= (ajuda). doi:10.2307/2573069. Consultado em 27 de julho de 2017